# Труп
Трупът представлява мъртвото тяло на животно или човек.
При него се развиват различни трупни явления, включително липса на дишане и сърдечен ритъм, изсъхване и деформация на роговиците, поява на послесмъртни петна, трупно вкочаняване, както и признаци на разлагане.

## Трупни явления

### Ранни трупни явления
- трупно вкочаняване
- послесмъртни петна
- трупно изстиване
- трупно изсъхване
- автолиза

### Късни трупни явления
- гниене

|  | Тази страница частично или изцяло представлява превод на страницата „Труп“ в Уикипедия на руски. Оригиналният текст, както и този превод, са защитени от Лиценза „Криейтив Комънс – Признание – Споделяне на споделеното“, а за съдържание, създадено преди юни 2009 година – от Лиценза за свободна документация на ГНУ. Прегледайте историята на редакциите на оригиналната страница, както и на преводната страница, за да видите списъка на съавторите. ВАЖНО: Този шаблон се отнася единствено до авторските права върху съдържанието на статията. Добавянето му не отменя изискването да се посочват конкретни източници на твърденията, които да бъдат благонадеждни. |